# Lodewijk van Vlaanderen
Lodewijk van Vlaanderen (Brugge, 25 oktober 1488 – 20 december 1556) was heer van Praet, stadhouder van Holland, Zeeland en Utrecht (1544–1547), staatsraad (1536–1555, sinds 1540 permanent-aanwezig lid) en hoofd van de Raad van Financiën (1540–1555).
Langs vaderszijde was hij een bastaardafstammeling van Lodewijk van Male, langs moederszijde een bastaardafstammeling van Filips de Goede. Hij studeerde bij de Broeders van het Gemene Leven en aan de universiteit van Leuven. Van 1515 tot 1522 was hij de hoog-baljuw van Gent, van 1523 tot 1549 nam hij eenzelfde functie op zich in Brugge.
Van 1522 tot 1525 vertegenwoordigde hij het Heilige Roomse Rijk als ambassadeur in Engeland, waar hij het land moest verlaten na een conflict met Lord Chancellor Thomas Wolsey. Van 1525 tot 1526 was hij als ambassadeur gepost te Parijs.
In Engeland maakte hij kennis met Juan Luis Vives, die zijn boek De Consultatione uit 1523 aan hem opdroeg. Lodewijk van Vlaanderen was ook de inspiratie voor De subventione pauperum ("Over de hulp aan de armen"), en werd hiervoor door Vives als volgt geëerd:
"Bovendien, werd ik al lange tijd in Engeland gevraagd om dit te doen door Heer Praet, jullie hoog-baljuw."
In 1531 werd hij eervol opgenomen in de selecte Orde van het Gulden Vlies en verhuisde hij naar de Noordelijke Nederlanden. Hij was er van 1544 tot 1547 stadhouder van Holland, Zeeland en Utrecht.
In 1516 huwde hij met Josine van Praet, dochter en erfgenaam van Karel van Praet. Ze hadden een zoon, Jan II, die evenwel zonder nageslacht nog voor zijn vader in 1545 overleed. Lodewijk van Vlaanderen werd in 1555 begraven in een mausoleum te Aalter.

## Voorouders
| Voorouders van Lodewijk van Vlaanderen | Voorouders van Lodewijk van Vlaanderen                                                                    | Voorouders van Lodewijk van Vlaanderen                                                                    | Voorouders van Lodewijk van Vlaanderen                                                                    | Voorouders van Lodewijk van Vlaanderen                                                                    | Voorouders van Lodewijk van Vlaanderen                                                                    | Voorouders van Lodewijk van Vlaanderen                                                                    | Voorouders van Lodewijk van Vlaanderen                                                                    | Voorouders van Lodewijk van Vlaanderen                                                                    |
| -------------------------------------- | --- | --- | --- | --- | --- | --- | --- | --- |
| Overgrootouders                        | Johan I van Vlaanderen (1396-1440) ∞ Johanna van Reygersvliet (1400-)                                     | Johan I van Vlaanderen (1396-1440) ∞ Johanna van Reygersvliet (1400-)                                     | Johan IV van der Aa (1390-1440) ∞ Margaretha van Steenhuyse (1395-)                                       | Johan IV van der Aa (1390-1440) ∞ Margaretha van Steenhuyse (1395-)                                       | Cornelis van Bourgondië (1420-1452) ∞ 1444 Margaretha van Courbault (?-?)                                 | Cornelis van Bourgondië (1420-1452) ∞ 1444 Margaretha van Courbault (?-?)                                 | Wouter van Halewijn (1415-1441) ∞ Jacqueline van Wisch (1420-)                                            | Wouter van Halewijn (1415-1441) ∞ Jacqueline van Wisch (1420-)                                            |
| Grootouders                            | Lodewijk II van Vlaanderen, heer van Praet (1425-) ∞ Louise van der Aa (1430-)                            | Lodewijk II van Vlaanderen, heer van Praet (1425-) ∞ Louise van der Aa (1430-)                            | Lodewijk II van Vlaanderen, heer van Praet (1425-) ∞ Louise van der Aa (1430-)                            | Lodewijk II van Vlaanderen, heer van Praet (1425-) ∞ Louise van der Aa (1430-)                            | Johan van Bourgondië (1445–1479) ∞ Maria van Halewijn (1450-?)                                            | Johan van Bourgondië (1445–1479) ∞ Maria van Halewijn (1450-?)                                            | Johan van Bourgondië (1445–1479) ∞ Maria van Halewijn (1450-?)                                            | Johan van Bourgondië (1445–1479) ∞ Maria van Halewijn (1450-?)                                            |
| Ouders                                 | Lodewijk III van Vlaanderen, heer van Praet (1460-1488) ∞ Elisabeth van Bourgondië van Everdingen (1470-) | Lodewijk III van Vlaanderen, heer van Praet (1460-1488) ∞ Elisabeth van Bourgondië van Everdingen (1470-) | Lodewijk III van Vlaanderen, heer van Praet (1460-1488) ∞ Elisabeth van Bourgondië van Everdingen (1470-) | Lodewijk III van Vlaanderen, heer van Praet (1460-1488) ∞ Elisabeth van Bourgondië van Everdingen (1470-) | Lodewijk III van Vlaanderen, heer van Praet (1460-1488) ∞ Elisabeth van Bourgondië van Everdingen (1470-) | Lodewijk III van Vlaanderen, heer van Praet (1460-1488) ∞ Elisabeth van Bourgondië van Everdingen (1470-) | Lodewijk III van Vlaanderen, heer van Praet (1460-1488) ∞ Elisabeth van Bourgondië van Everdingen (1470-) | Lodewijk III van Vlaanderen, heer van Praet (1460-1488) ∞ Elisabeth van Bourgondië van Everdingen (1470-) |
| Lodewijk IV van Vlaanderen (1485-1556) | | | | | | | | |